# Acanthocythereis horrida
Acanthocythereis horrida is een mosselkreeftjessoort uit de familie van de Trachyleberididae. De wetenschappelijke naam van de soort is voor het eerst geldig gepubliceerd in 1866 door Sars.